# Byaku fujin no yoren
白夫人の妖恋 (Byaku fujin no yoren) é um filme de ação sino-japonês de 1956, dirigido por Shirō Toyoda.